# Rad (Eslováquia)
Rad é um município da Eslováquia, situado no distrito de Trebišov, na região de Košice. Tem 6,79 km² de área e sua população em 2018 foi estimada em 517 habitantes.

## Demografia
| Ano:        | 1994 | 2004    | 2014   | 2024    |
| ----------- | ---- | ------- | ------ | ------- |
| Broj ljudi: | 522  | 582     | 552    | 479     |
| Razlika:    |      | +11,49% | -5,15% | -13,22% |

| Ano:               | 2023 | 2024   |
| ------------------ | ---- | ------ |
| Número de pessoas: | 491  | 479    |
| Diferença:         |      | -2,44% |